# Estoril Challenger
L'Estoril Challenger è stato un torneo professionistico di tennis giocato su campi in terra rossa. Faceva parte dell'ATP Challenger Series. Si giocava annualmente a Estoril in Portogallo.

## Albo d'oro

### Singolare
| Anno | Campione        | Finalista          | Punteggio       |
| ---- | --------------- | ------------------ | --------------- |
| 1990 | Thierry Tulasne | Christian Miniussi | 6–2, 3–2 ritiro |
| 1989 | Non disputato   | Non disputato      | Non disputato   |
| 1988 | Javier Sánchez  | Gianluca Pozzi     | 4–6, 6–3, 6–2   |
| 1987 | Gilad Bloom     | Mark Dickson       | 7–6, 6–3        |

### Doppio
| Anno | Campioni                                  | Finalisti                     | Punteggio     |
| ---- | ----------------------------------------- | ----------------------------- | ------------- |
| 1990 | Karsten Braasch Hendrik Jan Davids        | Tomás Carbonell Udo Riglewski | 5–7, 7–5, 6–2 |
| 1989 | Non disputato                             | Non disputato                 | Non disputato |
| 1988 | João Cunha e Silva Jean-Philippe Fleurian | Ivan Kley Fernando Roese      | 7–6, 6–3      |
| 1987 | Barry Moir Gianluca Pozzi                 | Gilad Bloom Nicklas Kroon     | 6–4, 3–6, 7–6 |